# Rondinella

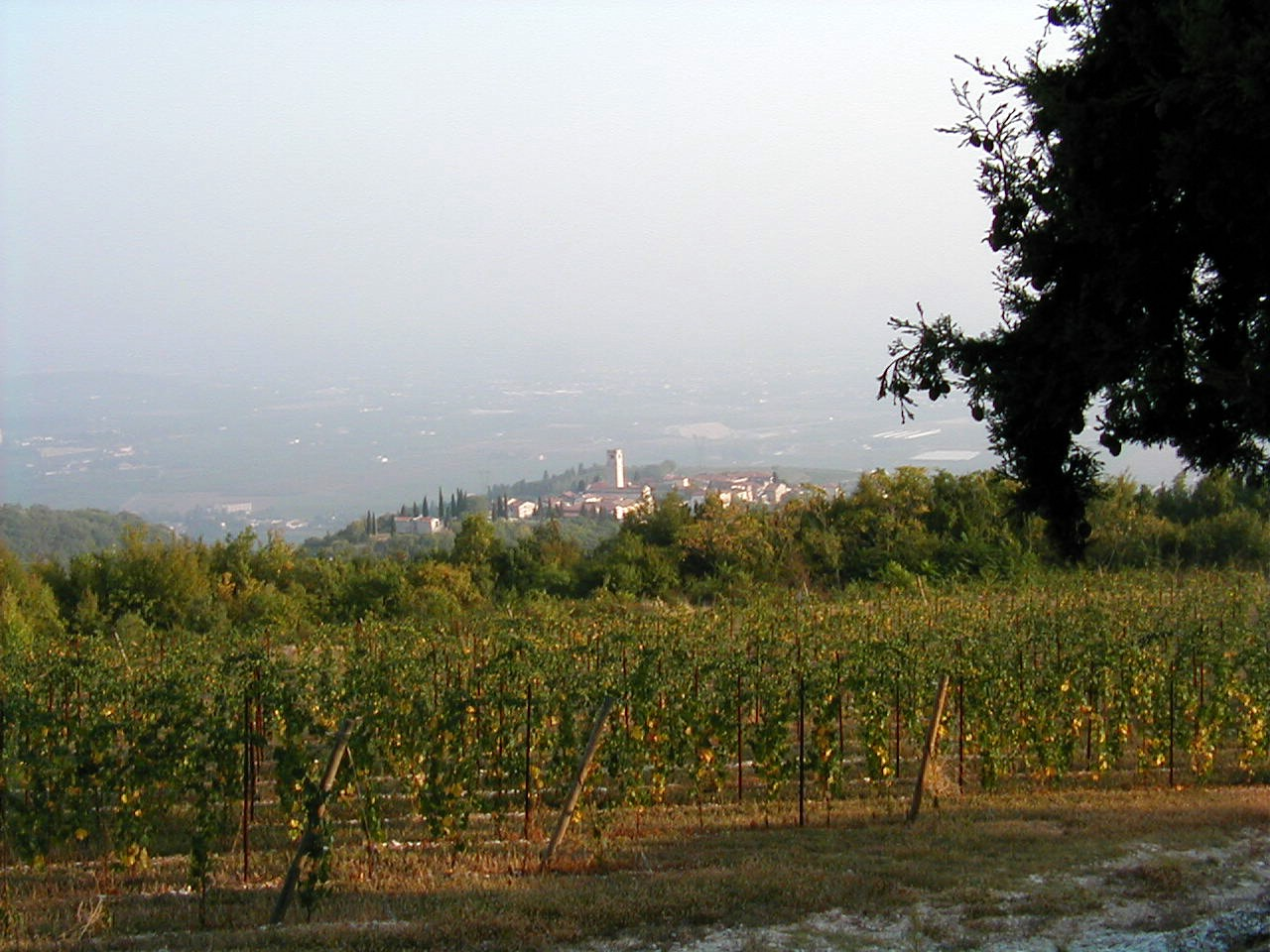
Un viñedo de la región vinícola italiana de Valpolicella, en el Véneto, a finales de septiembre.

La rondinella es una uva tinta italiana que crece sobre todo en la región del Véneto, en Italia, y que se usa en vinos de Valpolicella y Bardolino. Se mezcla a menudo con la corvina, cuyo ADN evidencia que es un padre de esta uva, y con la molinara. La uva tiene sabores más bien neutrales pero es empleada por los agricultures debido a sus prolíficos rendimientos. La vid es muy resistente a las enfermedades de la uva y produce uvas que, aunque no tienen necesariamente una elevada cantidad de azúcares, se secan bien para su uso en la producción del vino de pasas y de mezclas de recioto.